# Soto la Marina
Soto la Marina è una municipalità dello stato di Tamaulipas, nel Messico centrale, capoluogo della omonima municipalità.
Conta 24.764 abitanti (2010) e ha una estensione di 6.715,79 km².
Il paese deve il suo nome alla omonima località spagnola, situata nel comune di Santa Cruz de Bezana.